# Henrik Vilhelm Voldmester
Henrik Vilhelm Voldmester (født 29. maj 1946 på Frederiksberg, død 28. juni 2021 i Husby) var en dansk autodidakt billedhugger. Han debuterede i 1979. Han udstillede i 1980 på den statsanerkendte censurerede kunstudstilling Kunstnernes Sommerudstilling. Henrik Vilhelm Voldmester arbejdede i sine tidligere år hovedsageligt i sten som materiale, men fra 2002 arbejdede han med bronzestøbning, og senere også med støbninger i aluminium. Flere af Voldmesters arbejder er inspireret af temaet dyr, både virkelige dyr og fabeldyr. Han har udført flere udsmykningsopgaver over hele landet.
Henrik Vilhelm Voldmester boede i Husby i Vestjylland, hvor han også havde sit galleri, SkulpturGalleriet.
Hans arbejder kan ses over hele landet, men mest i og omkring Husby og områdets øvrige byer. Således kan man se værker som fx Stabystenen øst for Staby Kirke. I Ulfborg finder man hans skulpturer blandt andet foran Lægehuset, i Tinghuset og Vestjysk Fritidscenter. Vest for Husby kan man på Græmvej møde Jyllandsstenen. I Holstebro findes bl.a. skulpturene Vikingeskibet ved Rolf Krake-skolen og Løven ved Løveapoteket.
I maj 2021 indviedes Henrik Voldmesters værk Spor af Fenriz placeret ved den nordlige indkørsel til Ulfborg.
Natten til mandag 28. juni 2021 døde Henrik Voldmester af et hjertestop.